# Nela (Vorname)
Nela ist ein weiblicher Vorname. Der Name ist römisch-lateinischer Herkunft und besonders in Süd- und Osteuropa stark verbreitet.
Nela ist die Kurzform verschiedener weiblicher Vornamen. Er kann von Cornelia sowie diversen anderen Namen, die auf „Nela“ enden, abgleitet werden, zum Beispiel: Antonela (altgriechisch „die Wertvolle“), Petronela (lateinisch „die aus dem Geschlecht der Petronier Stammende“) und Sanela (lateinisch „die Gesunde“).
Der Name war in Deutschland lange Zeit weniger verbreitet, aber rangiert in der Statistik der letzten zehn Jahre auf Platz 248 der häufigsten Vornamen. Er wurde rund 2300-mal vergeben.

## Bekannte Namensträgerinnen
- Nela Boudová (* 1967), tschechische Schauspielerin

- Nela Martínez Espinosa (1912–2004), ecuadorianische Schriftstellerin

- Nela Lee (* 1980), deutsche Moderatorin (eigentlich: Daniela Panghby)
- Nela Lopušanová (* 2008), slowakische Eis- und Streethockeyspielerin
- Nela mała reporterka (* 2005), polnische Autorin und Reporterin

- Nela Pocisková (* 1990), slowakische Schauspielerin und Sängerin

- Nela Riehl (* 1985), deutsche Politikerin (Volt)
- Nela Schmitz (* 1985), deutsche Schauspielerin

### Pseudonym
Die deutsch-österreichische Malerin Cornelia Fischer nutzte das Pseudonym Nela.